# Polstead
Polstead är en by (village) och en civil parish i Babergh, Suffolk i sydöstra England. Orten har 808 invånare (2001). Den har en kyrka. Det inkluderar Mill Street, Polstead Heath, Hadleigh Heath, Bower House Tye och Whitestreet Green.